# Sozialistische Arbeiterpartei (Österreich)
Die Sozialistische Arbeiterpartei (SAP), vulgo Linkssozialisten, war eine österreichische Kleinpartei in den Jahren 1950–1956.
Nach seinem Ausschluss aus der SPÖ Ende Oktober 1948 brachte Erwin Scharf das Wochenblatt Der neue Vorwärts heraus. Im Leitartikel der ersten Ausgabe vom 5. Dezember 1948 rief er alle unzufriedenen, klassenkämpferisch eingestellten Sozialisten zur „Sammlung“ auf und konnte tatsächlich einige zur Mitarbeit an der Zeitung motivieren. Scharf kritisierte, die SPÖ habe Österreich an die ÖVP „ausgeliefert“; sie betreibe konservative Politik und sei zu einem Verteidiger des herrschenden Systems geworden. 
Am 12. und 13. März 1949 wurde die erste Länderkonferenz der um Scharf gruppierten Linkssozialisten in Wien veranstaltet, an der etwa 30 Personen teilnahmen. Sie beschlossen, sich als Verein Vereinigung Fortschrittlicher Sozialisten. Freunde des neuen Vorwärts (VFS) zu konstituieren. Als solcher nahm man gemeinsam mit der KPÖ als Linksblock (LB) an der Nationalratswahl 1949 teil. Scharf schaffte dabei wie 1945 den Einzug in den Nationalrat.
Kurz nach den Wahlen im Oktober 1949 setzte die Leitung des VFS die Gründung einer linkssozialistischen Partei auf die Tagesordnung. Am 4. und 5. November 1950 fand der Gründungskongress der neuen Partei statt, an dem einige hundert Personen teilnahmen. Scharf wurde zum Parteiobmann gewählt. In den Jahren 1950 und 1951 konnte man zwar einige mit der SPÖ unzufriedene Sozialisten anziehen, durch die enge Bindung an die KPÖ wurden aber viele wieder abgestoßen. Die politische Linie der SAP glich sich immer mehr der der KPÖ an; so übernahm man die Sozialfaschismustheorie, indem zum Beispiel auf einer Funktionärskonferenz im September 1952 die SPÖ als „Wegbereiter eines neuen Faschismus“ bezeichnet wurde.
1953 trat die SAP in der Wahlgemeinschaft Österreichische Volksopposition gemeinsam mit der KPÖ und der Demokratischen Union bei der Nationalratswahl an.
1955 schien sich eine Wende in der SAP anzukündigen, nachdem beschlossen wurde, für die Landtagswahl in Oberösterreich 1955 unabhängig von den Kommunisten anzutreten. Dies erwies sich allerdings als Fehlschlag, mit 2351 Stimmen wurde ein Ergebnis von nur 0,38 % erreicht. Danach erneuerte die SAP ihr Bündnis mit den Kommunisten für die Nationalratswahl in Österreich 1956. Bei einem außerordentlichen Parteitag am 15. Juli 1956 legte der Bundesvorstand der SAP eine Resolution zur Vereinigung der Partei mit den Kommunisten vor. Dieser wurde mit 73 zu 1 Stimme angenommen. Somit traten die Delegierten der Partei geschlossen der KPÖ bei. Allerdings war die Situation bei den Mitgliedern eine andere: Von 8750 Mitgliedern erklärten lediglich 80, den Weg der KPÖ mittragen zu wollen.
Die Vereinigung Fortschrittlicher Sozialisten – der Verein war nie vereinsrechtlich gelöscht worden – beschloss im November 1956 ihre Auflösung.